# Dragonlord (gruppo musicale)
I Dragonlord sono un gruppo musicale symphonic black metal statunitense, formatosi nel 2000 per volontà del chitarrista dei Testament Eric Peterson.

## Formazione

### Formazione attuale
- Eric Peterson – voce, chitarra, basso
- Lyle Livingston – tastiera
- Alex Bent – batteria
- Leah – voce femminile, cori

### Turnisti
- Claudeous Creamer – chitarra
- Steve Schmidt – basso

### Ex componenti
- Derrick Ramirez – basso
- Steve Di Giorgio - basso
- Jon Allen – batteria

## Discografia

### Album in studio
- 2001 - Rapture
- 2005 - Black Wings of Destiny
- 2018 - Dominion